# وارنامتوون (کارولینای شمالی)
وارنامتوون (به انگلیسی: Varnamtown) شهری در ایالت کارولینای شمالی کشور ایالات متحده آمریکا است که جمعیت آن در سرشماری سال ۲۰۱۰ میلادی، ۵۴۱ نفر بوده‌است.